# Vjekoslav Rosenberg-Ružić
Vjekoslav Rosenberg-Ružić (Varaždin, 29. travnja 1870. – Zagreb, 16. veljače 1954.) je bio hrvatski skladatelj, dirigent i glazbeni pedagog.

## Životopis
Vjekoslav Rosenberg-Ružić je od najranijih dana bio u doticaju s glazbeničkim radom, glede činjenice da mu je otac bio učitelj glazbe.
Osnovnu i srednju školu je završio u rodnom gradu. Glazbu je otišao studirati u Austriju, na bečkom Konzervatoriju.
1891. se zaposlio u Splitu, gdje je predavao glazbu i vodio zbor u mjesnom Hrvatskom pjevačkom društvu.
U Splitu je ostao 4 godine, a potom se vratio u Varaždin, gdje je bio organistom kao i u Splitu. U Varaždinu je nastavio i s prosvjetnim radom u području glazbe, a za boravka u rodnom gradu je počeo i skladati.
Odlukom Zemaljske vlade je 1909. postao glavnim učiteljem glazbe u Zagrebu, a iduće godine je postao i ravnateljem Konzervatorija Hrvatskoga glazbenog zavoda.
Umro je 1954.

## Djela
- opera Kralj od Silbe
- fragmenti opere Lijepa Klementinka
- fragmenti opere Vilina
- kantata Kameni svatovi (na Šenoin tekst)